# ديفيد إيرفن
ديفيد إيرفن (بالإنجليزية: David Ervin)‏ هو عازف بيانو أمريكي، ولد في 16 مارس 1961.